# Dorfkirche Harnekop

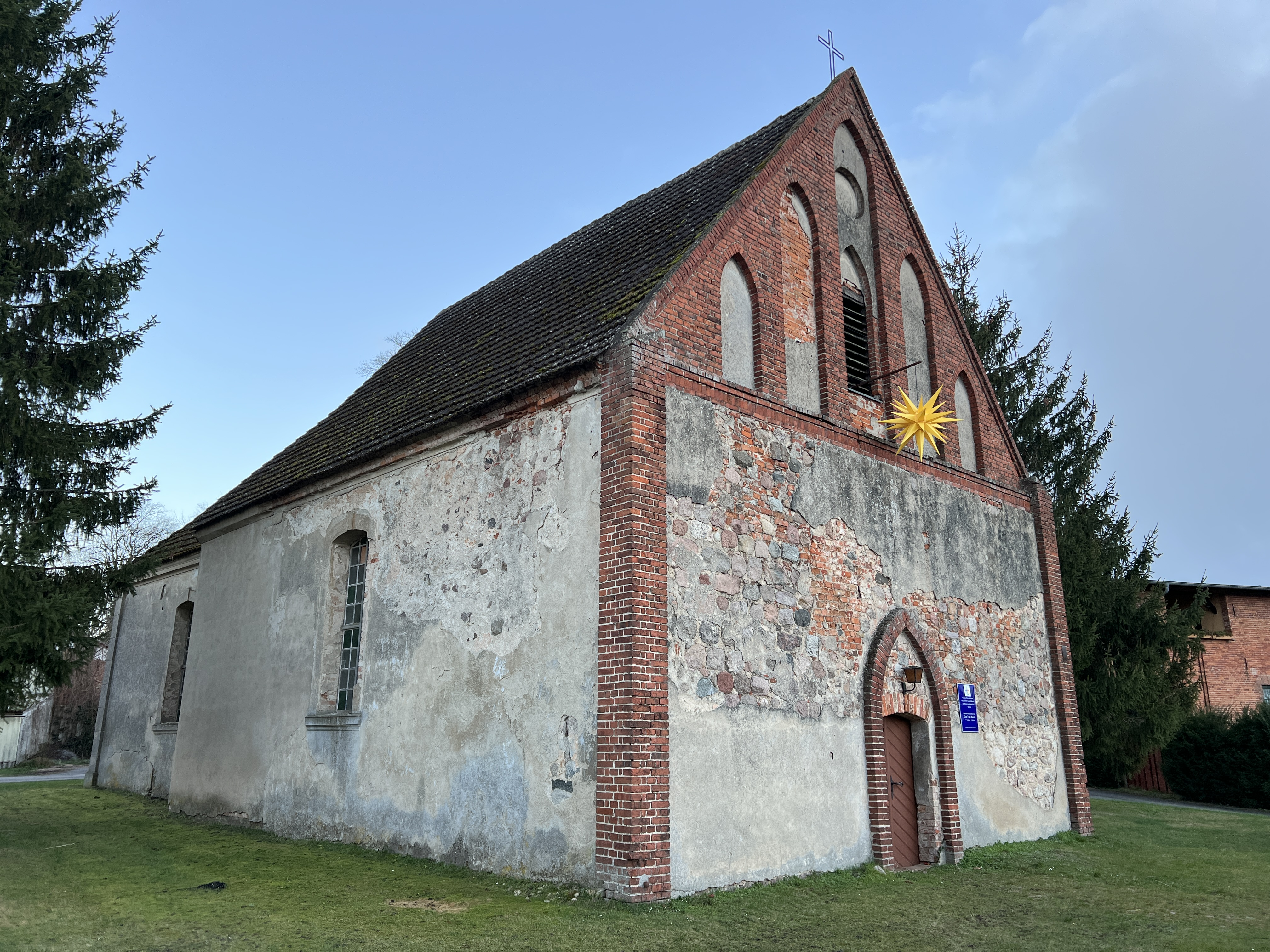
Dorfkirche Harnekop

Die evangelische, denkmalgeschützte Dorfkirche Harnekop steht in Harnekop, einem Ortsteil der Gemeinde Prötzel im Landkreis Märkisch-Oderland in Brandenburg. Sie gehört zur Gesamtkirchengemeinde Haselberg im Kirchenkreis Oderland-Spree der Evangelischen Kirche Berlin-Brandenburg-schlesische Oberlausitz.

## Beschreibung
Die im Kern mittelalterliche Saalkirche aus verputzten Feldsteinen besteht aus einem Langhaus und einem eingezogenen Chor im Osten. Ihr heutiges Erscheinungsbild wird bestimmt von durchgreifenden Erneuerungen 1831 und 1956/58. Ihre Fassade im Westen, in der sich das Portal befindet, hat ansteigende, spitzbogige Blenden im Giebel aus Backsteinen. 
Zur Kirchenausstattung gehört ein Kanzelaltar in einer Ädikula aus der zweiten Hälfte des 18. Jahrhunderts. Die 1907 von Gustav Heinze gebaute Orgel auf der Empore hat fünf Register, ein Manual und ein Pedal.